# Merles-sur-Loison
Merles-sur-Loison és un municipi francès situat al departament del Mosa i a la regió del Gran Est. L'any 2007 tenia 153 habitants.

## Demografia

### Població
El 2007 la població de fet de Merles-sur-Loison era de 153 persones. Hi havia 62 famílies, de les quals 17 eren unipersonals (17 homes vivint sols), 12 parelles sense fills, 21 parelles amb fills i 12 famílies monoparentals amb fills.
La població ha evolucionat segons el següent gràfic:
Habitants censats

### Habitatges
El 2007 hi havia 80 habitatges, 60 eren l'habitatge principal de la família, 16 eren segones residències i 4 estaven desocupats. 77 eren cases i 2 eren apartaments. Dels 60 habitatges principals, 54 estaven ocupats pels seus propietaris, 4 estaven llogats i ocupats pels llogaters i 2 estaven cedits a títol gratuït; 4 tenien tres cambres, 10 en tenien quatre i 45 en tenien cinc o més. 45 habitatges disposaven pel capbaix d'una plaça de pàrquing. A 25 habitatges hi havia un automòbil i a 29 n'hi havia dos o més.

### Piràmide de població
La piràmide de població per edats i sexe el 2009 era:
| Homes | Edats   | Dones |
| ----- | ------- | ----- |
| 0     | 95 o +  | 0     |
| 0     | 90 a 94 | 0     |
| 0     | 85 a 89 | 0     |
| 0     | 80 a 84 | 0     |
| 0     | 75 a 79 | 4     |
| 4     | 70 a 74 | 0     |
| 4     | 65 a 69 | 8     |
| 8     | 60 a 64 | 4     |
| 4     | 55 a 59 | 4     |
| 8     | 50 a 54 | 4     |
| 12    | 45 a 49 | 4     |
| 8     | 40 a 44 | 16    |
| 8     | 35 a 39 | 4     |
| 0     | 30 a 34 | 0     |
| 4     | 25 a 29 | 0     |
| 8     | 20 a 24 | 4     |
| 12    | 15 a 19 | 4     |
| 4     | 10 a 14 | 4     |
| 4     | 5 a 9   | 0     |
| 0     | 0 a 4   | 0     |

## Economia
El 2007 la població en edat de treballar era de 104 persones, 74 eren actives i 30 eren inactives. De les 74 persones actives 71 estaven ocupades (47 homes i 24 dones) i 3 estaven aturades (3 dones i 3 dones). De les 30 persones inactives 8 estaven jubilades, 5 estaven estudiant i 17 estaven classificades com a «altres inactius».

### Ingressos
El 2009 a Merles-sur-Loison hi havia 64 unitats fiscals que integraven 165 persones, la mediana anual d'ingressos fiscals per persona era de 16.031 €.

### Activitats econòmiques
Dels 3 establiments que hi havia el 2007, 2 eren d'empreses de construcció i 1 d'una empresa de serveis.
L'únic servei als particulars que hi havia el 2009 era una fusteria.
L'any 2000 a Merles-sur-Loison hi havia 5 explotacions agrícoles.

## Poblacions més properes
El següent diagrama mostra les poblacions més properes.